# Eurocheval

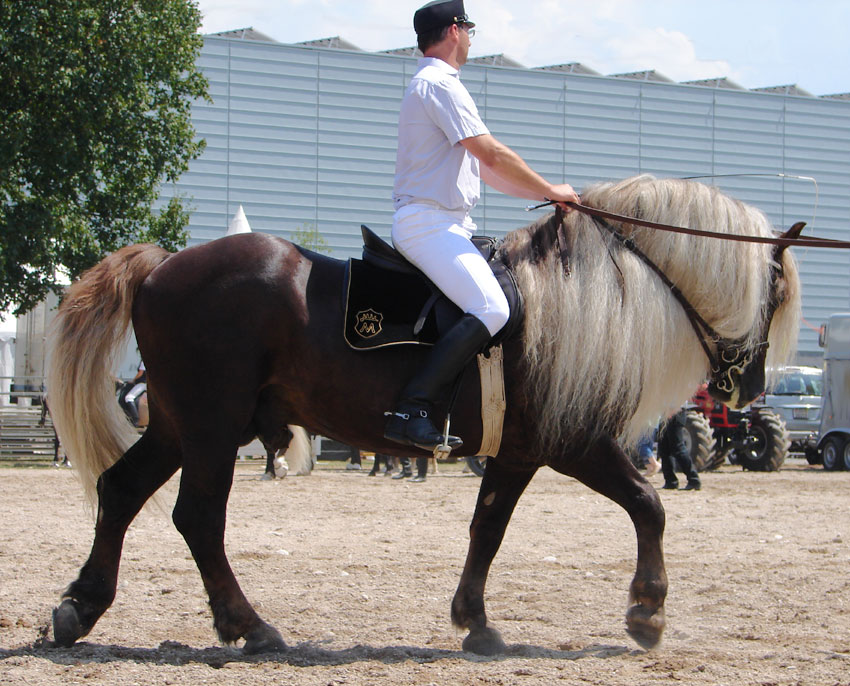
Schwarzwälder Kaltblut-Hengst auf der Eurocheval 2006

Die Eurocheval ist eine Pferdemesse, die seit 1976 in Offenburg stattfindet. Sie ist Süddeutschlands größte Messe dieser Art und findet im zweijährlichen Turnus statt.
Auf dem Messegelände Offenburg stellen über 400 in- und ausländische Aussteller Produkte rund um Pferdehaltung, Pferdesport und Pferdezucht aus. 500 Pferde unterschiedlicher Rassen sind auf dem Gelände eingestallt, u. a. werden Rassepräsentationen und Pferdeverkaufsschauen durchgeführt.
Zwischen 40.000 und 50.000 Besucher besuchten in den vergangenen Jahren die Messe, davon über 25 % aus dem Ausland, z. B. aus Frankreich, der Schweiz und Österreich.
Neben dem Verkaufs- und Informationscharakter steht das Pferd, ob gefahren, ob klassisch geritten oder im Westernstil, mit all seinen Facetten im Mittelpunkt.